# Grâce-Uzel
Grâce-Uzel (en bretó Gras-Uzel) és un municipi francès, situat a la regió de Bretanya, al departament de Costes del Nord. L'any 2018 tenia 431 habitants.

## Demografia
| 1962                                       | 1968 | 1975 | 1982 | 1990 | 1999 |
| ------------------------------------------ | ---- | ---- | ---- | ---- | ---- |
| 395                                        | 435  | 386  | 365  | 418  | 401  |
| Des de 1962: població sense dobles comptes |      |      |      |      |      |

## Administració
| Període | Identitat     | Partit |
| ------- | ------------- | ------ |
| 2001-   | Louis Jouanny | PS     |